# Domanice (gemeente)
De gemeente Domanice is een landgemeente in het Poolse woiwodschap Mazovië, in powiat Siedlecki.
De zetel van de gemeente is in Domanice.
Op 30 juni 2004 telde de gemeente 2721 inwoners.

## Oppervlakte gegevens
In 2002 bedroeg de totale oppervlakte van gemeente Domanice 46,87 km², waarvan:
- agrarisch gebied: 77%
- bossen: 16%

De gemeente beslaat 2,92% van de totale oppervlakte van de powiat.

## Demografie
Stand op 30 juni 2004:
| Omschrijving                   | Totaal | Totaal | Vrouwen | Vrouwen | Mannen | Mannen |
| ------------------------------ | ------ | ------ | ------- | ------- | ------ | ------ |
| eenheid                        | aantal | %      | aantal  | %       | aantal | %      |
| inwoners                       | 2721   | 100    | 1355    | 49,8    | 1366   | 50,2   |
| bevolkingsdichtheid (inw./km²) | 58,1   | 58,1   | 28,9    | 28,9    | 29,1   | 29,1   |

In 2002 bedroeg het gemiddelde inkomen per inwoner 1433,59 zł.

## Plaatsen
Czachy, Domanice, Domanice-Kolonia, Emilianówka, Kopcie, Olszyc-Folwark, Olszyc Szlachecki, Olszyc Włościański, Pieńki, Podzdrój, Przywory Duże, Przywory Małe, Śmiary-Kolonia, Zażelazna.

## Aangrenzende gemeenten
Łuków, Skórzec, Stoczek Łukowski, Wiśniew, Wodynie